# Етиопија на Светском првенству у атлетици у дворани 2016.
Етиопија је на 16. Светском првенству у атлетици у дворани 2016. одржаном у Портланду од 17. до 20. марта учествовала петнаести пут, односно на свим првенствима до данас. Репрезентација Етиопије имала је 12 учесника (5 мушкарца и 7 жена), који су се такмичили у 6 дисциплина (3 мушке и 3 женске).,
На овом првенству Етиопија је по броју освојених медаља заузела 2. место са 5 медаља (две златне, две сребрне и једна бронзана). У табели успешности према броју и пласману такмичара који су учествовали у финалним такмичењима (првих 8 такмичара) Етиопија је са 10 учесника у финалу заузела 2. место са 56 бодова.
| Плас. | Земља    | 1. место | 2. место | 3. место | 4. место | 5. место | 6. место | 7. место | 8. место | Бр. финал. | Бод. |
| ----- | -------- | -------- | -------- | -------- | -------- | -------- | -------- | -------- | -------- | ---------- | ---- |
| 2.    | Етиопија | 2        | 2        | 1        | 2        | 1        | 2        | 0        | 0        | 10         | 56   |

## Учесници
| Мушкарци: - Мохамед Аман — 800 м - Давит Волде — 1.500 м - Амав Воте — 1.500 м - Јенев Аламирев — 3.000 м - Јомиф Кејелча — 3.000 м | Жене: - Хабитам Алему — 800 м - Тигист Асефа — 800 м - Аксумавит Ембаје — 1.500 м - Гудаф Цегај — 1.500 м - Давит Сејаум — 1.500 м - Гензебе Дибаба — 3.000 м - Месерет Дефар — 3.000 м |  |

## Освајачи медаља (5)

### Злато (2)
| - Јомиф Кеџелча — 3.000 м | - Гензебе Дибаба — 3.000 м |  |

### Сребро (2)
|  | - Давит Сејаум — 1.500 м - Месерет Дефар — 3.000 м |

### Бронза (1)
|  | - Гудаф Цегај — 1.500 м |

## Резултати

### Мушкарци
| Атлетичар      | Дисциплина | Лични рекорд | Полуфинале | Полуфинале | Финале   | Финале      | Детаљи |
| Атлетичар      | Дисциплина | Лични рекорд | Резултат   | Место      | Резултат | Место       | Детаљи |
| -------------- | ---------- | ------------ | ---------- | ---------- | -------- | ----------- | ------ |
| Мохамед Аман   | 800 м      | 1:44,52 НР   | 1,48,02 кв | 2. у гр. 3 | 1:47,97  | 4 / 15      |        |
| Аман Воте      | 1.500 м    | 3:35,31      | 3:41,25 кв | 4. у гр. 2 | 3:44,86  | 6 / 14 (15) |        |
| Давит Волде    | 1.500 м    | 3:37,86      | 3:47,24 КВ | 2. у гр. 1 | 3:44,81  | 5 / 14 (15) |        |
| Јомиф Кеџелча  | 3.000 м    | 7:34,87      | 7:51,01 КВ | 1 у гр. 1  | 7:57,21  |             |        |
| Јенев Аламирев | 3.000 м    | 7:27,80      | 7:53,65 кв | 6. гр. 2   | 7:57,21  | 12 / 18     |        |

### Жене
| Атлетичарка      | Дисциплина | Лични рекорд | Полуфинале | Полуфинале | Финале                | Финале  | Детаљи |
| Атлетичарка      | Дисциплина | Лични рекорд | Резултат   | Место      | Резултат              | Место   | Детаљи |
| ---------------- | ---------- | ------------ | ---------- | ---------- | --------------------- | ------- | ------ |
| Хабитам Алему    | 800 м      | 2:01,31      | 2:02,34 кв | 2 у гр. 2  | 2:04,61               | 6 / 17  |        |
| Тигист Асефа     | 800 м      | 2:02,01      | 2:04,55    | 2. у гр. 3 | Није се квалификовала | 12 / 17 |        |
| Давит Сејауме    | 1.500 м    | 4:00,28      | 4:09,05 КВ | 1. у гр. 2 | 4:05,30               |         |        |
| Гудаф Цегај      | 1.500 м    | 4:01,81      | 4:07,98 КВ | 2. у гр. 2 | 4:05,71               |         |        |
| Аксумавит Ембаје | 1.500 м    | 4:02,92      | 4:09,43 КВ | 2. у гр. 1 | 4:09,37               | 4 / 20  |        |
| Гензебе Дибаба   | 3.000 м    | 8:16,60 НР   |            |            | 8:47,43               |         |        |
| Месерет Дефар    | 3.000 м    | 8:23,72      | 8:54,26    |            |                       |         |        |